# Rheine
Rheine là một đô thị ở huyện Steinfurt ở Westphalia, Đức. Đô thị Rheine có diện tích 145,08 km². 
Rheine nằm bên sông Ems, khoảng 40 kilômét (25 mi) về phía bắc Münster, khoảng 45 kilômét (28 mi) về phía tây Osnabrück và 45 kilômét (28 mi) về phía đông Enschede (Hà Lan).
Rheine có 15 khu vực:
| - Altenrheine - Bentlage - Catenhorn - Dorenkamp - Dutum | - Elte - Eschendorf (Kiebitzheide) - Gellendorf - Hauenhorst - Rheine (city center) | - Mesum - Rodde - Schleupe - Schotthock - Wadelheim |

Đô thị giáp ranh:
- Salzbergen
- Spelle
- Hörstel
- Emsdetten
- Neuenkirchen